# خديجة أمزيان
خديجة أمزيان فنانة وممثلة أمازيغية مقتدرة، عملت وشاركت في الكثير من الأعمال التلفزية والسنمائية الأمازيغية.
تعرفت الفنانة خديجة أمزيان على الفن السينمائي من خلال متابعاتها للأعمال الفنية التي أنتجتها فترة التسعينيات، فعشقت الشاشة منذ صغرها، ورحلت بموهبتها بحثا عن مكانها بين الفنانين، فكانت أولى فرصة أتيحت لها هي "لهول ن دونيت" لـ"لحسن سرحان سنة 2006، وصقلت أدوارها بمجموعة من المشاركات في أعمال أخرى قبل أن تلتحق بمجموعة "تيفاوين"، هذه الأخيرة التي دخلت معها في أولى تجربة من خلال فيلم "زرايفا" لعبد العزيز أوالسايح سنة 2010، التجربة المكللة بالنجاح، والتي من خلالها أطلت على جمهور عريض، وقدمت فيها وجها جديدا جعلها تختار بعد ذلك الأدوار المتسمة بالهدوء مما يناسب طبعها.
```
كانت أولى تجارب «أمزيان» المسرحية مع علي أوبلال في مسرحية «أمان مارور» سنة 2008، وأخرى مع لحسن سرحان بعنوان «تالجوهرت» سنة 2008، كما عاشت تجربة الشاشة الصغيرة من خلال إطلالتها على برنامج «تينوڭبا» سنة 2014، ومشاركة في مسلسلين رمضانيين.
```